# Мальковиці (Малопольське воєводство)
Мальковиці (пол. Malkowice) — село в Польщі, у гміні Кошиці Прошовицького повіту Малопольського воєводства.
Населення — 176 осіб (2011).
У 1975—1998 роках село належало до Келецького воєводства.

## Демографія
Демографічна структура станом на 31 березня 2011 року:
|          | Загалом | Допрацездатний вік | Працездатний вік | Постпрацездатний вік |
| -------- | ------- | ------------------ | ---------------- | -------------------- |
| Чоловіки | 78      | 13                 | 52               | 13                   |
| Жінки    | 98      | 17                 | 54               | 27                   |
| Разом    | 176     | 30                 | 106              | 40                   |